# Austin & Ally: Turn It Up
Austin & Ally: Turn It Up es la segunda banda sonora de la exitosa serie juvenil de Disney Channel Austin & Ally seguida de la banda sonora homónima. Austin & Ally: Turn It Up cuenta con canciones de la segunda y tercera temporada. Están interpretadas por los protagonistas de la serie, Ross Lynch y Laura Marano, y las ganadoras de la quinta temporada de Radio Disney's The Next BIG Thing, Chloe y Halle Bailey.

## Lista de canciones
| Austin & Ally: Turn It Up – Edición estándar |                                |                 |          |  |
| N.º                                          | Título                         | Artista(s)      | Duración |  |
| 1.                                           | «Upside Down»                  | Ross Lynch      | 3:38     |  |
| 2.                                           | «Me and You»                   | Laura Marano    | 2:47     |  |
| 3.                                           | «Who U R»                      | Ross Lynch      | 3:34     |  |
| 4.                                           | «Superhero»                    | Ross Lynch      | 3:23     |  |
| 5.                                           | «Parachute»                    | Laura Marano    | 3:14     |  |
| 6.                                           | «What We're About»             | Ross Lynch      | 3:33     |  |
| 7.                                           | «Chasin' the Beat of My Heart» | Ross Lynch      | 3:18     |  |
| 8.                                           | «Stuck on You»                 | Ross Lynch      | 2:36     |  |
| 9.                                           | «Redial»                       | Laura Marano    | 2:27     |  |
| 10.                                          | «Steal Your Heart»             | Ross Lynch      | 3:21     |  |
| 11.                                          | «Better Than This»             | Ross Lynch      | 3:15     |  |
| 12.                                          | «I Think About You»            | Ross Lynch      | 3:25     |  |
| 13.                                          | «Unstoppable»                  | Chloe and Halle | 3:45     |  |

| Austin & Ally: Turn It Up – Walmart exclusive bonus tracks |               |                         |          |  |
| N.º                                                        | Título        | Artista(s)              | Duración |  |
| 14.                                                        | «Finally Me»  | Laura Marano            | 2:44     |  |
| 15.                                                        | «Face 2 Face» | Ross Lynch & Debby Ryan | 2:34     |  |
| 16.                                                        | «Who I Am»    | Ross Lynch              | 2:48     |  |

| Austin & Ally: Turn It Up – bonus tracks de Japón |                   |                           |          |  |
| N.º                                               | Título            | Artist(s)                 | Duración |  |
| 14.                                               | «Who I Am»        | Ross Lynch                | 2:48     |  |
| 15.                                               | «Don't Look Down» | Ross Lynch & Laura Marano | 3:22     |  |
| 16.                                               | «Got It 2»        | Ross Lynch                | 2:32     |  |

## Charts
| Chart (2014)         | Posicionamientos en listas |
| -------------------- | -------------------------- |
| U.S. Billboard 200   | 89                         |
| U.S. Kid Albums      | 2                          |
| U.S. Top Soundtracks | 6                          |